# Praag 14
Praag 14 is een gemeentelijk district van de Tsjechische hoofdstad Praag. Het is het hoofddistrict van het gelijknamige administratieve district. Tot het administratieve district behoort ook het gemeentelijke district Praag-Dolní Počernice. Tot het gemeentelijk district Praag 14 behoren de wijken Černý Most, Hostavice en Kyje en een gedeelte van de wijk Hloubětín. Het gemeentelijk district Praag 14 heeft 55.154 inwoners (2005).

## Aangrenzende districten en gemeenten
In het noorden grenst het gemeentelijke district Praag 14 aan Praag 19-Kbely en Praag-Satalice. Ten oosten van Praag 14 liggen Praag 20-Horní Počernice en Praag-Dolní Počernice en aan de zuidkant liggen Praag-Štěrboholy en Praag 10. Aan de westzijde van het district ligt het district Praag 9.
Praag 1 · Praag 2 · Praag 3 · Praag 4 · Praag-Kunratice · Praag 5 · Praag-Slivenec · Praag 6 · Praag-Lysolaje · Praag-Nebušice · Praag-Přední Kopanina · Praag-Suchdol · Praag 7 · Praag-Troja · Praag 8 · Praag-Březiněves · Praag-Ďáblice · Praag-Dolní Chabry · Praag 9 · Praag 10 · Praag 11 · Praag-Křeslice · Praag-Šeberov · Praag-Újezd · Praag 12 · Praag-Libuš · Praag 13 · Praag-Řeporyje · Praag 14 · Praag-Dolní Počernice · Praag 15 · Praag-Dolní Měcholupy · Praag-Dubeč · Praag-Petrovice · Praag-Štěrboholy · Praag 16-Radotín · Praag-Lipence · Praag-Lochkov · Praag-Velká Chuchle · Praag-Zbraslav · Praag 17-Řepy · Praag-Zličín · Praag 18-Letňany · Praag 19-Kbely · Praag-Čakovice · Praag-Satalice · Praag-Vinoř · Praag 20-Horní Počernice · Praag 21-Újezd nad Lesy · Praag-Běchovice · Praag-Klánovice · Praag-Koloděje · Praag 22-Uhříněves · Praag-Benice · Praag-Kolovraty · Praag-Královice · Praag-Nedvězí